# 조지 브루넷
조지 스튜어트 브루넷(영어: George Stuart Brunet, 1935년 6월 8일~1991년 10월 25일)은 미국의 프로 야구 선수로, 포지션은 투수였다. 1956년부터 1971년까지 메이저 리그 베이스볼(MLB)의 캔자스시티 애슬레틱스, 밀워키 브레이브스, 휴스턴 콜트 .45's, 볼티모어 오리올스, 로스앤젤레스/캘리포니아 에인절스, 시애틀 파일럿츠, 워싱턴 세너터스, 피츠버그 파이리츠, 세인트루이스 카디널스에서 뛰었다. 이후 멕시코에서 커리어를 이어간 덕분에 1999년에 멕시코 프로 야구 명예의 전당에 헌액되었다.